# Kumarcılar Hanı

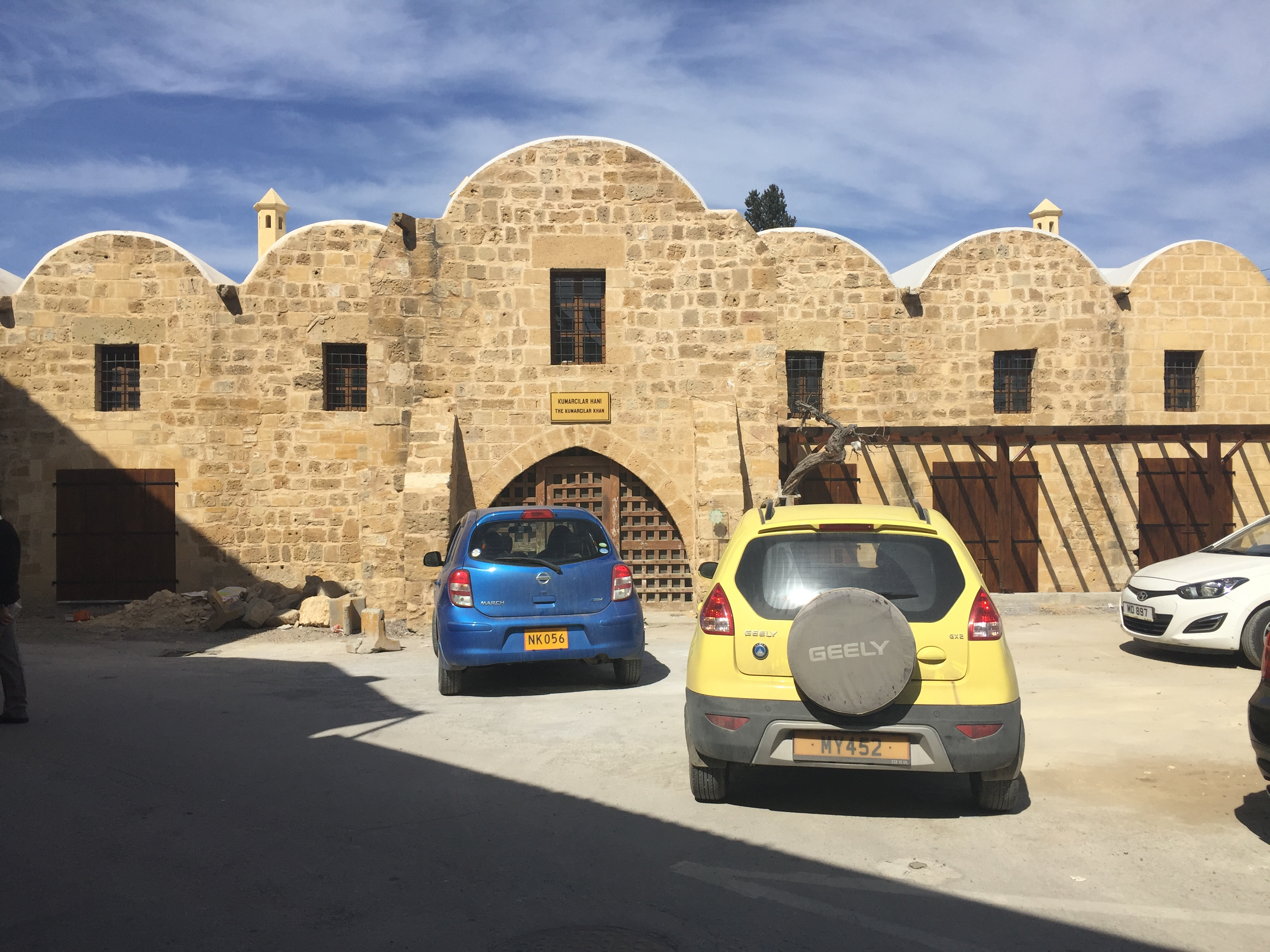
Il Kumarcılar Hanı nel 2016 dopo il restauro

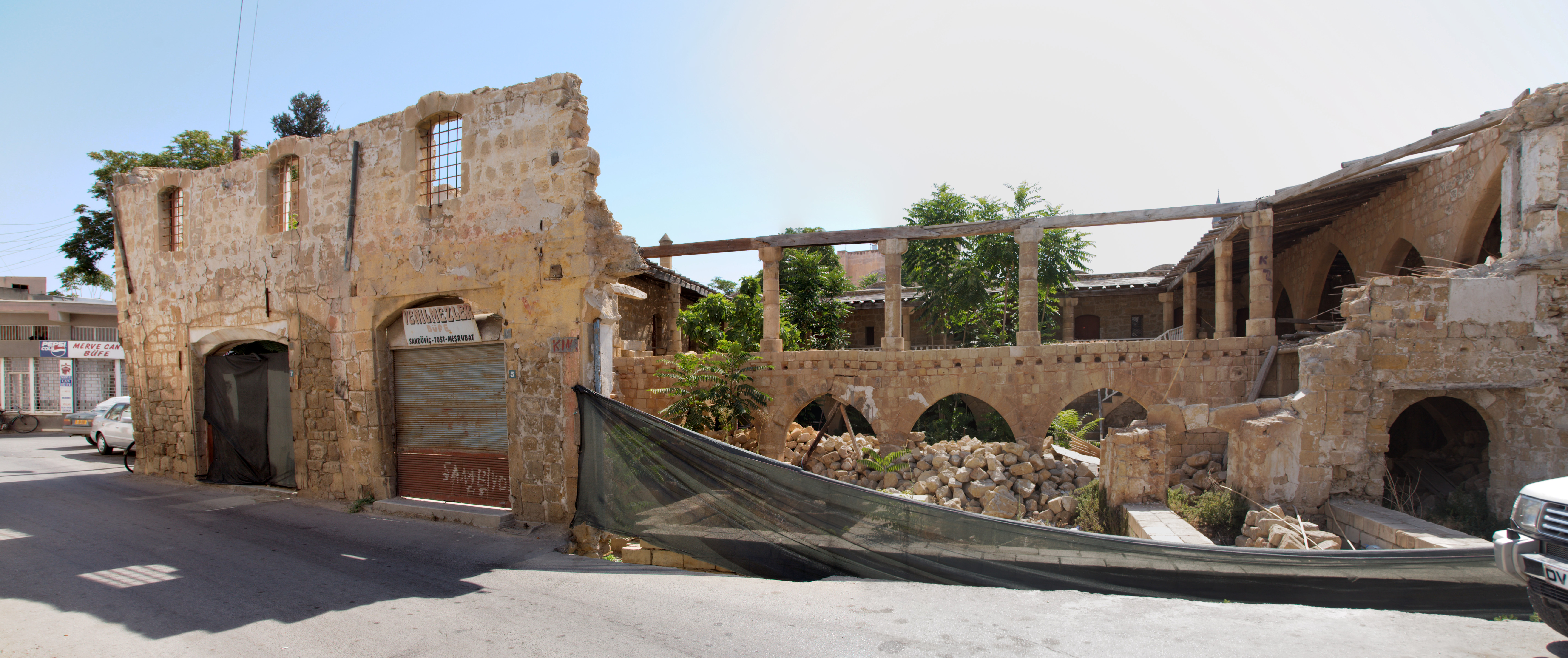
Il Kumarcilar Hanı nel 2008

Il Kumarcılar Hanı ("Locanda dei Giocatori d'Azzardo" in turco) è un caravanserraglio situato a Nicosia Nord, Cipro del Nord. Non si sa con esattezza quando sia stato costruito, ma si pensa che sia stato edificato intorno alla fine del XVII secolo. Esso è molto più piccolo e modesto rispetto al Büyük Han (Grande Locanda). Come tutti i caravanserragli, l'ingresso conduce a un cortile all'aperto, circondato da un edificio a due piani che originariamente conteneva 56 stanze. Quelle al piano superiore erano utilizzate dai viaggiatori, mentre quelle al piano terra servivano per i loro animali e le loro cose. Da allora, il Kumarcılar Hanı è entrato in uno stato di degrado e rischiava di crollare. Gli sforzi per restaurare l'edificio sono stati ostacolati dalla mancanza di fondi.
A gennaio 2018, il Kumarcilar Hanı è stato completamente restaurato e viene utilizzato come bar/ristorante e come piccolo bazar di articoli locali.
Secondo Haşmet Muzaffer Gürkan, la porta del caravenserraglio apparteneva "indubbiamente" a un edificio latino. Un'ipotesi sul suo nome afferma che in origine si chiamava "Kumbaracılar Hanı", dal nome di una suddivisione dell'esercito ottomano, "kumbaracılar". È stato ricordato con nomi diversi in tempi diversi: nel 1881, in una mappa, era chiamato "Kuchuk Khan" ("Piccola locanda") e Rupert Gunnis scrisse nel 1936 che era chiamato "Khan dei musicisti itineranti".